# دونالد بلاسینگ
دونالد بلاسینگ (انگلیسی: Donald Blessing; ۲۶ دسامبر ۱۹۰۵ – ۴ ژوئیهٔ ۲۰۰۰) قایقران روئینگ اهل ایالات متحده آمریکا بود.